# Vera Notz-Umberg
Vera Notz-Umberg (* 3. Januar 1976) ist eine Schweizer Leichtathletin und vielfache nationale Meisterin. Neben ihrer Spezialdisziplin Langstreckenlauf ist sie auch als Triathletin aktiv.

## Werdegang
Notz-Umberg startet für Stade Genève und wurde von ihrem Vater Richard Umberg trainiert.
Im November 2000 gewann sie den Tessin-Marathon in 2:48:43,6 h. Bei den Crosslauf-Europameisterschaften 2001 (4,65 km) belegte sie den 71. Rang. Im Oktober 2002 wurde sie in 2:38:10 h Fünfte beim Frankfurt-Marathon.
Zwischen 2002 und 2006 wurde sie viermal Schweizer Meisterin im 3000-Meter-Lauf in der Halle. Im Oktober 2003 wurde sie beim Lausanne-Marathon Schweizer Meisterin im Halbmarathon.
In Thun stellte sie 2004 über 10'000 m eine Schweizer Saisonbestleistung auf. Mit 32:55,05 h blieb Notz-Umberg um über 19 Sekunden unter der Bestmarke von Mirja Jenni-Moser und rückte in der ewigen Schweizer Bestenliste über diese Distanz auf den sechsten Rang vor.

### Triathlon
Seit 2009 startet sie auch im Triathlon. Beim Triathlon di Locarno wurde sie Dritte, hinter Regula Rohrbach. Beim Ironman Switzerland (3,86 km Schwimmen, 180,2 km Radfahren und 42,195 km Laufen) beendete sie 2010 das Rennen nach 10:17:32 h und wurde damit Fünfte in der Altersklasse 30–34. 2011 wurde sie Zweite beim Seelandtriathlon Murten.

## Privates
Notz-Umberg ist mit dem früheren 400-Meter-Spezialisten Bernhard Notz verheiratet. Auch ihr gemeinsamer Sohn Vincent Notz ist als Leichtathlet aktiv.
Vera Notz-Umberg ist von Beruf Laborantin, und sie ist als Personal Trainerin im Ausdauersport, für Breiten-, Gesundheits- und Leistungssportler tätig. Sie wohnt in Kerzers.

## Erfolge
- 1994: Schweizer Juniorinnen-Meisterin 1500-Meter-Lauf
- 1998: Schweizer U23-Meisterin 800-Meter-Lauf
- 2000: Sieg beim Tessin-Marathon in 2:48:44 h
- 2002: Schweizer Hallen-Meisterin 3000-Meter-Lauf
- 2003: Schweizer Meisterin 5000-Meter-Lauf & Halbmarathon; Schweizer Hallen-Meisterin 3000-Meter-Lauf
- 2004: Schweizer Meisterin 5000-Meter-Lauf; Schweizer Hallen-Meisterin 3000-Meter-Lauf
- 2005: Schweizer Meisterin 5000-Meter-Lauf & 10-km-Lauf Strasse; Siegerin Post-Cup; 3. Rang Jungfrau-Marathon
- 2006: Schweizer Hallen-Meisterin 3000-Meter-Lauf

## Persönliche Bestleistungen
- 1500-Meter-Lauf: 4:19,64 min, 25. Juni 2003 in Luzern
- 3000-Meter-Lauf: 9:11,54 min, 3. August 2005 in Langenthal (mit Männern gelaufen)
- 3000-Meter-Lauf (Halle): 9:26,39 min, 2. März 2003 in Magglingen, Schweizer Hallenrekord
- 5000-Meter-Lauf: 15:42,70 min, 23. Juli 2005 in Heusden-Zolder
- 10'000-Meter-Lauf: 32:55,05 min, 27. August 2004 in Thun
- Halbmarathon: 1:13:57 h, 14. April 2002 in Ibach
- Marathon: 2:38:10 h, 27. Oktober 2002 in Frankfurt am Main